# جون براون (سياسي أمريكي، مواليد 1820)
جون براون (بالإنجليزية: John Brown)‏ هو مبشر وسياسي أمريكي، ولد في 1820، وتوفي في 1897.